# العلاقات السلفادورية الفلسطينية
العلاقات السلفادورية الفلسطينية هي العلاقات الثنائية التي تجمع بين السلفادور ودولة فلسطين. يتمتع كلا الشعبين بعلاقات ودية تتركز أهميتها في تاريخ الهجرة الفلسطينية إلى السلفادور . هناك حوالي 60,000 - 100,000 شخص من أصل فلسطيني في السلفادور. 

## التاريخ
بين عامي 1892 و 1918 ، وصل أكثر من 90 فلسطينيًا ، معظمهم من بيت لحم ، إلى السلفادور واستقروا فيها. كان الكثيرون ممن وصلوا يفرون من التجنيد الإجباري في الجيش العثماني والحرب العالمية الأولى .  مع مرور الوقت ، وصل المزيد من الفلسطينيين إلى السلفادور للعمل في مختلف الصناعات في البلاد.
في عام 1933 ، أصدرت الحكومة السلفادورية قانونًا يمنع المزيد من الهجرة من دول الشرق الأوسط إلى السلفادور.  في عام 1947 ، امتنعت السلفادور عن التصويت على خطة الأمم المتحدة لتقسيم فلسطين .
في 26 أغسطس 2006، قررت السلفادور نقل مقر سفارتها لدى إسرائيل من القدس إلى تل أبيب.
في أيار 2009 ، قام الرئيس السلفادوري من أصل فلسطيني، أنطونيو سقا ، بزيارة مدينة بيت لحم في فلسطين. أثناء وجوده هناك ، صرح الرئيس سقا بأن: يجب أن تكون فلسطين موجودة ، ولكن يجب أن يكون لإسرائيل أيضًا حدود آمنة ، وهذا هو الموقف الذي ستواصل الدولة الحفاظ عليه فيما يتعلق بالشعب الفلسطيني والشعب اليهودي.  والتقى الرئيس سقا أثناء وجوده في بيت لحم برئيس الوزراء الفلسطيني سلام فياض في حينه، وخلال لقائهما ناقشا العلاقات بين البلدين وشكر رئيس الوزراء فياض الرئيس سقا على قرار بلاده نقل السفارة السلفادورية من القدس إلى تل أبيب في عام 2006. خلال الفترة التي قضاها في بيت لحم ، التقى الرئيس سقا بالجالية السلفادورية المقيمة في فلسطين.
في أكتوبر 2011 ، قام الرئيس الفلسطيني محمود عباس بزيارة رسمية إلى السلفادور.  التقى خلالها مع الرئيس السلفادوري موريسيو فونيس والذي صرح خلال لقائهما: «نريد تعزيز علاقتنا مع فلسطين ... والمساهمة في إعادة المحادثات بين فلسطين وإسرائيل»
في مايو 2013، اعترف الرئيس فونيس رسميًا بفلسطين كدولة مستقلة. أقامت السلفادور وفلسطين علاقات دبلوماسية مع زيارة وزير الخارجية الفلسطيني رياض المالكي إلى السلفادور. 
في أكتوبر 2018 ، افتتحت فلسطين سفارة مقيمة في سان سلفادور وعينت سفيرًا في السلفادور. 
في 8 أغسطس 2022، بحث رياض المالكي وزير الخارجية الفلسطيني في العاصمة الكولومبية بوغوتا مع نائب رئيس جمهورية السلفادور فيليكس اوجوا سبل تطوير العلاقة بين البلدين، كما طلب منه عقد مشاورات سياسية بين البلدين وأن تبادر السلفادور بفتح ممثلية دبلوماسية لها لدى دولة فلسطين لرعاية شؤون الجالية.
في 4 يونيو 2024، شارك رياض المالكي المبعوث الخاص للرئيس الفلسطيني والمستشار لشؤون العلاقات الدولية في حفل تنصيب رئيس السلفادور المنتخب نجيب بوكيلة والذي يُعد من أصول فلسطينية. ذكر بوكيلة نية بلاده تعيين سفير غير مقيم لدى فلسطين.

## البعثات الدبلوماسية
- السلفادور لديها قنصلية فخرية في بيت لحم. [10] يتم التمثيل الدبلوماسي للسفادور لدى دولة فلسطين عبر سفارتها في قطر.
- دولة فلسطين لديها سفارة في سان سلفادور.